# 阿布拉姆鄉 (比霍爾縣)
47°19′N 22°23′E / 47.317°N 22.383°E
阿布拉姆鄉（羅馬尼亞語：Comuna Abram, Bihor），是羅馬尼亞的鄉份，位於該國西北部，由比霍爾縣負責管轄，面積68平方公里，海拔高度178米，2007年人口3,252，人口密度每平方公里48人。